# Lappula capensis
Lappula capensis là loài thực vật có hoa trong họ Mồ hôi. Loài này được Gürke mô tả khoa học đầu tiên.